# First Come, First Served
Albums de Kool Keith
Sex Style
(1997) Black Elvis/Lost in Space
(1999)
First Come, First Served est le troisième album studio de Kool Keith (sous le pseudonyme Dr. Dooom(grand frère du personnage Black Elvis de Koolkeith), sorti le 4 mai 1999. 
Cet album-concept met en scène un tueur en série, Dr. Dooom, qui a un penchant pour le cannibalisme, les rats et les vitamines Flinstones. Au début de l'opus, le Dr. Dooom assassine le Dr. Octagon, autre alias de Kool Keith. Les paroles de First Come, First Served sont plus sombres et plus violentes que celles de Dr. Octagonecologyst.
La pochette de l'album est une parodie de Charge It 2 da Game du rappeur Silkk the Shocker
L'album s'est classé 48e au Heatseekers.

## Liste des titres
| No  | Titre                                        | Durée |
| --- | -------------------------------------------- | ----- |
| 1.  | Who Killed Dr. Octagon? (Intro)              | 0:37  |
| 2.  | No Chorus                                    | 2:26  |
| 3.  | Apartment 223                                | 4:54  |
| 4.  | Mr. Ratt (Skit)                              | 0:43  |
| 5.  | Neighbors Next Door (featuring Jacky Jasper) | 3:57  |
| 6.  | I Run Rap                                    | 4:21  |
| 7.  | You Live at Home With Your Mom               | 4:00  |
| 8.  | Housing Authority (featuring Motion Man)     | 4:18  |
| 9.  | Wild Kingdom (Skit)                          | 0:23  |
| 10. | Welfare Love                                 | 3:44  |
| 11. | Dr. Dooom's in the Room                      | 4:32  |
| 12. | Call the Cops (featuring Jacky Jasper)       | 4:16  |
| 13. | Brothers Feel Fly                            | 3:52  |
| 14. | Side Line                                    | 4:23  |
| 15. | Bitch Gets No Love                           | 2:58  |
| 16. | Shopping List (Skit)                         | 0:22  |
| 17. | Body Bag                                     | 3:32  |
| 18. | Mental Case                                  | 3:48  |
| 19. | Leave Me Alone                               | 5:03  |
| 20. | Live                                         | 9:13  |